# Cab Calloway
Cabell "Cab" Calloway III, född 25 december 1907 i Rochester, New York, död 18 november 1994 i Hockessin, Delaware, var en amerikansk jazzorkesterledare, vokalist och skådespelare.

## Biografi
Calloway föddes i Rochester, New York men kom framförallt att växa upp i Baltimore, Maryland.
Tillsammans med orkestern Missourians spelade han in "Minnie the Moocher", som var en stor hit i början på 1930-talet, och som de framförde på den berömda Cotton Club.
Cab Calloway medverkade i ett tiotal filmer, däribland The Big Broadcast (1932), The Singing Kid (1936), Stormy Weather (1943) och Cincinnati Kid (1965). 1980 blev han känd för en ny generation genom sin roll som Curtis i The Blues Brothers.
I början på 1950-talet turnerade Calloway runt i Europa med Porgy och Bess och på 1970-talet medverkade han i Broadwayuppsättningen av Bubbling Brown Sugar.

## Filmografi i urval
Långfilmer
- The Big Broadcast (1932)
- International House (1933)
- The Singing Kid (1936)
- Manhattan Merry-Go-Round (1937)
- Stormy Weather (1943)
- Sensations of 1945 (1944)
- Ebony Parade (1947)
- Hi De Ho (1947)
- Rhythm and Blues Revue (1955)
- St. Louis Blues (1958)
- Schlager-Raketen (1960)
- Cincinnati Kid (1965)
- The Blues Brothers (1980)

Kortfilmer
- Minnie the Moocher (1932)
- Snow-White (1933)
- The Old Man of the Mountain (1933)
- Betty Boop's Rise to Fame (1934)
- Cab Calloway's Hi-De-Ho (1934)
- Cab Calloway's Jitterbug Party (1935)
- Hi De Ho (1937)
- Mother Goose Goes Hollywood (1938)
- Meet the Maestros (1938)
- Caldonia (1945)
- Basin Street Revue (1956)

## Teater
| År   | Roll                | Produktion                                     | Regi           | Teater                           |
| ---- | ------------------- | ---------------------------------------------- | -------------- | -------------------------------- |
| 1967 | Horace Vandergelder | Hello, Dolly! Michael Stewart och Jerry Herman | Gower Champion | St. James Theatre, New York, USA |